# Thanasit Jaturaput
Thanasit Jaturaput (tiếng Thái: ธนษิต จตุรภุช, phiên âm: Tha-na-sít Cha-tu-ra-pút, sinh ngày 4 tháng 7 năm 1989) còn có nghệ danh là Ton (ต้น), là một ca sĩ người Thái Lan và là quán quân cuộc thi ca hát Academy Fantasia mùa 8.

## Sự nghiệp ca hát
| Năm  | Tựa | Ref.        |
| ---- | --- | ----------- |
| 2011 | "เธอมีเวลาฟังแค่ไหน" (Tur Mee Welah Fung Kae Nai)                                                                                  | [ 3 ] [ 4 ] |
| 2012 | "จักรวาล" (Chak Ra Wan) | [ 4 ]       |
| 2012 | "Com'on" |             |
| 2013 | "โดยไม่มีเธอ" (Doy Mai Mee Tur)                                                                                                   |             |
| 2013 | "คนไม่สำคัญ" (Kon Mai Sumkun) | [ 4 ]       |
| 2014 | "ไม่รู้สึก" (Mai Roo Seuk) | [ 4 ]       |
| 2014 | "ข้อความจากคนแปลกหน้า" (Khokhwam Chak Khonplaekna) ft. Kit from The Voice                                                         |             |
| 2015 | "แค่เรา" (Kae Rao) |             |
| 2015 | "รู้ยัง" (Roo Yung) | [ 4 ] [ 5 ] |
| 2015 | "ไม่บอกก็รู้ว่ารัก" (Mai Bauk Gor Roo Wah Ruk) ft. Piyatida Amphan (Jib) (OST Kor Bpen Jao Sao Suk Krung Hai Cheun Jai)               |             |
| 2015 | "ชีวิตจริงไม่ใช่นิยาย" (Cheewit Jing Mai Chai Niyai) (OST Kor Bpen Jao Sao Suk Krung Hai Cheun Jai)                                   | [ 6 ]       |
| 2015 | "ด้วยรักของพ่อ" (Duay Ruk Kaung Por) ft. Patcha Anek-ayuwat                                                                        |             |
| 2017 | "เธอผู้เดียว" (Tur Poo Diao) (OST Gon Ruk Game Mahyah)                                                                             | [ 7 ]       |
| 2017 | "เหมือนคนละฟากฟ้า" (Meuan Kon La Fahk Fah) (OST Meuan Kon La Fahk Fah / Không chung bầu trời)                                     | [ 4 ]       |
| 2017 | "เปล๊า!" (Plao!) | [ 4 ]       |
| 2017 | "ด้วยชีวิตที่มี" (Duay Cheewit Tee Mee) (OST Yeut Fah Hah Pigut Ruk / Sứ mệnh tình yêu: Chiếm lĩnh bầu trời kiếm tìm tọa độ tình yêu) |             |
| 2017 | "คำตอบอยู่ที่หัวใจ" (Kam Tob You Tee Hua Jai)                                                                                        | [ 8 ]       |
| 2018 | "ปลดปล่อย" (Plot Ploi) (OST Pantagarn Ruk / Đùa yêu)                                                                             | [ 9 ]       |
| 2018 | "ตราบชีวิตฉัน" (Trap Chiwit Chan)                                                                                                  | [ 10 ]      |
| 2019 | "ความจริงแค่ในเมื่อวาน" (Khwan Ching Khae Nai Mueawan)                                                                              | [ 11 ]      |
| 2019 | "รู้ยัง" (Ru Yang) |             |
| 2019 | "อย่างเดิมได้ไหม" (Yang Doem Dai Mai)                                                                                              | [ 12 ]      |
| 2019 | "Truth Or Dare" | [ 13 ]      |
| 2020 | "Long Trip" |             |